# 세포핵

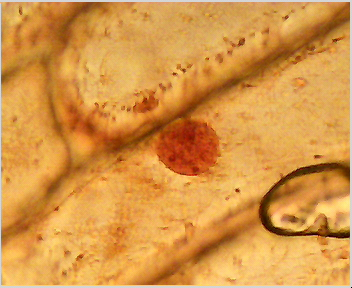
빨간 것이 세포핵.

세포핵(細胞核, 영어: cell nucleus)은 모든 진핵생물에서 발견할 수 있는 세포 내의 기관중 가장 핵심기관이다. 히스톤 단백질과 같이 염색체를 구성하는 다양한 단백질 복합체로 된 긴 선형의 DNA로 된 유전자중 대부분의 정보를 담고 있다. 핵은 유전자가 변형되지 않게 유지하고 유전자 발현을 조절함으로써 세포의 활성을 조절하는 역할을 하며 세포 분열과 유전에 관여한다. 공 모양이거나 타원 모양인 경우가 많다. 크기는 지름이 수μm(마이크로미터)에서 20~30μm 정도가 보통이다. 전자 현미경에 의한 관찰에서 핵은 안팎 2층으로 이루어진 핵막으로 둘러싸여 있고, 여기에 핵공이라는 다수의 구멍이 있는 것으로 알려져 있다. 대부분의 분자들은 핵막을 통과할 수 없고 작은 분자들이나 이온은 핵공을 통해 이동한다. 단백질과 같은 큰 분자들의 경우 운반체 단백질에 의해 조절되는 능동수송으로 이동한다. 또, 핵막의 바깥쪽 막은 그 일부가 세포질 쪽으로 튀어나와 소포체의 막과 연결되어 있어서, 핵과 소포체를 잇는 구조로서 주목되고 있다.
핵 속에는 핵액과 핵소체, 염색체가 들어 있다. 핵소체는 그 주성분이 단백질과 RNA로서, 리보솜을 만드는 리보솜 RNA를 생성하는 장소로 알려져 있다. 염색체는 실 모양을 하고 있으며, 핵 내부에 고르게 분포되어 있다. 그러나 핵분열을 시작하면, 이것이 꼬이면서 응축되고 굵어져서 생물의 종류에 따라 특수한 모양과 일정한 수의 염색체가 되므로, 광학 현미경으로 똑똑히 관찰할 수 있는 상태가 된다. 핵은 핵분열 때의 염색체 활동에 의해, 유전정보를 원래의 세포에서 새로 생기는 세포에 전하는 활동을 하지만, 정지핵 상태에서도 유전자의 본체인 A가 다시 활동하여 유전 정보에 맞는 단백질이 만들어지는데, 이와 같은 단백질 합성 과정의 설명은 근대 유전학에 있어서의 큰 성과이다.

## 염색체
염색체는 진핵 세포의 핵 속에 있는, 염기성 색소에 잘 염색되는 실 모양의 구조물이다. 세포 분열이 시작되면 꼬이고 응축하여 응축된 염색체가 되며, 분열이 끝난 뒤에는 다시 실 모양이 된다. 디엔에이(DNA)와 핵단백질로 이루어져 있으며 유전자의 집합체이다.

## 중심원리
중심원리에 따르면 세포핵 내의 DNA가 전사를 통해 mRNA로 보낸 정보는 번역를 위해 mRNA가 핵공을 통해 세포질로 이동후 단백질로 표현되어야한다.

## 같이 보기
- 리보솜

## 참고 자료
- 이 문서에는 다음커뮤니케이션(현 카카오)에서 GFDL 또는 CC-SA 라이선스로 배포한 글로벌 세계대백과사전의 내용을 기초로 작성된 글이 포함되어 있습니다.